# Championnats d'Europe d'aviron

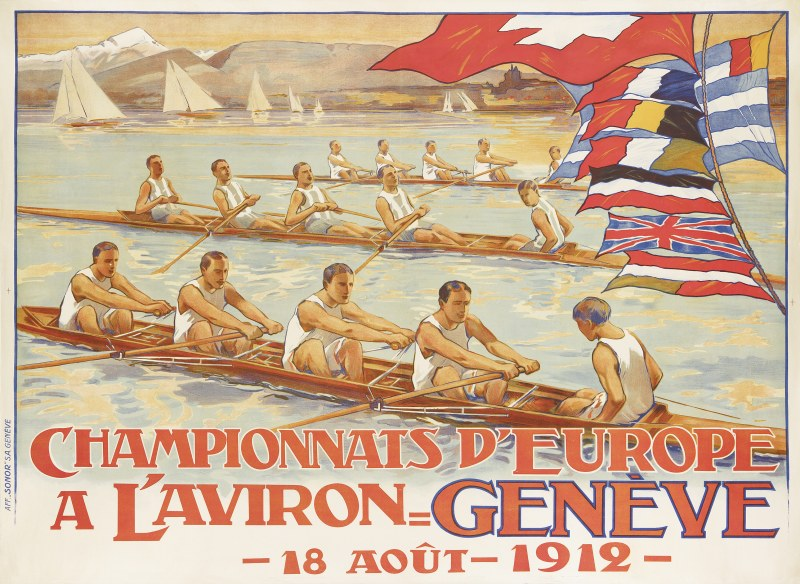
Affiche de l'édition de 1912.

Les Championnats d'Europe d'aviron ont été créés en 1893. Ces compétitions, interrompues de 1973 à 2007, sont organisées par la Fédération internationale des sociétés d'aviron.

## Histoire
Les championnats d'Europe de 1893 à 1973 ont la particularité d'être ouverts aux rameurs d'autres continents.
Au congrès annuel de la Fédération internationale des sociétés d'aviron (FISA) d'octobre 1974, il est décidé de la suppression des championnats d'Europe, supplantés par les Championnats du monde hors année olympique ; les autres compétitions continentales (compétitions panaméricaines, asiatiques et africaines) peuvent être conservées mais sont réservés désormais aux rameurs des continents concernés.
La compétition est recréée en 2007.
L'édition 2020, initialement prévue du 5 au 7 juin à Poznań (Pologne) est reportée, en raison de la pandémie de Covid-19. Elle se déroule finalement du 9 au 11 octobre, dans la même ville.

## Éditions
| Édition                                                               | Année | Ville hôte               | Pays hôte            | Meilleure nation     |
| --------------------------------------------------------------------- | ----- | ------------------------ | -------------------- | -------------------- |
| 1                                                                     | 1893  | Lac d'Orta               | Italie               | Belgique             |
| 2                                                                     | 1894  | Mâcon                    | France               | France               |
| 3                                                                     | 1895  | Ostende                  | Belgique             | France               |
| 4                                                                     | 1896  | Genève                   | Suisse               | France               |
| 5                                                                     | 1897  | Pallanza                 | Italie               | Belgique             |
| 6                                                                     | 1898  | Turin                    | Italie               | Belgique             |
| 7                                                                     | 1899  | Ostende                  | Belgique             | Belgique             |
| 8                                                                     | 1900  | Paris                    | France               | France               |
| 9                                                                     | 1901  | Zurich                   | Suisse               | France               |
| 10                                                                    | 1902  | Strasbourg               | Allemagne            | Belgique             |
| 11                                                                    | 1903  | Venise                   | Italie               | Belgique             |
| 12                                                                    | 1904  | Paris                    | France               | France Belgique      |
| 13                                                                    | 1905  | Gand                     | Belgique             | Belgique             |
| 14                                                                    | 1906  | Pallanza                 | Belgique             | Italie               |
| 15                                                                    | 1907  | Strasbourg               | Allemagne            | Belgique             |
| 16                                                                    | 1908  | Lucerne                  | Suisse               | Belgique             |
| 17                                                                    | 1909  | Paris                    | France               | Italie               |
| 18                                                                    | 1910  | Ostende                  | Belgique             | France               |
| 19                                                                    | 1911  | Côme                     | Italie               | Italie               |
| 20                                                                    | 1912  | Genève                   | Suisse               | Suisse               |
| 21                                                                    | 1913  | Gand                     | Belgique             | Allemagne            |
| Non organisés de 1914 à 1919 en raison de la Première Guerre mondiale |       |                          |                      |                      |
| 22                                                                    | 1920  | Mâcon                    | France               | Suisse               |
| 23                                                                    | 1921  | Amsterdam                | Pays-Bas             | Pays-Bas             |
| 24                                                                    | 1922  | Barcelone                | Espagne              | Suisse               |
| 25                                                                    | 1923  | Côme                     | Italie               | Suisse               |
| 26                                                                    | 1924  | Zürich                   | Suisse               | Suisse               |
| 27                                                                    | 1925  | Prague                   | Tchécoslovaquie      | Suisse               |
| 28                                                                    | 1926  | Lucerne                  | Suisse               | Suisse               |
| 29                                                                    | 1927  | Côme                     | Italie               | Italie               |
| 30                                                                    | 1929  | Bydgoszcz                | Pologne              | Italie               |
| 31                                                                    | 1930  | Liège                    | Belgique             | Italie               |
| 32                                                                    | 1931  | Paris                    | France               | Suisse               |
| 33                                                                    | 1932  | Belgrade                 | Yougoslavie          | Italie               |
| 34                                                                    | 1933  | Budapest                 | Hongrie              | Hongrie              |
| 35                                                                    | 1934  | Lucerne                  | Suisse               | Allemagne            |
| 36                                                                    | 1935  | Berlin                   | Allemagne            | Pologne              |
| 37                                                                    | 1937  | Amsterdam                | Pays-Bas             | Allemagne            |
| 38                                                                    | 1938  | Milan                    | Italie               | Allemagne            |
| Non organisés de 1939 à 1946 en raison de la Seconde Guerre mondiale  |       |                          |                      |                      |
| 39                                                                    | 1947  | Lucerne                  | Suisse               | Italie               |
| 40                                                                    | 1949  | Amsterdam                | Pays-Bas             | Italie               |
| 41                                                                    | 1950  | Milan                    | Italie               | Italie               |
| 42                                                                    | 1951  | Mâcon                    | France               | Italie               |
| 43                                                                    | 1953  | Copenhague               | Danemark             | Union soviétique     |
| 44                                                                    | 1954  | Amsterdam                | Pays-Bas             | Union soviétique     |
| 45                                                                    | 1955  | Bucarest (féminins)      | Roumanie             | Union soviétique     |
| 45                                                                    | 1955  | Gand (masculins)         | Belgique             | Union soviétique     |
| 46                                                                    | 1956  | Bled                     | Yougoslavie          | Union soviétique     |
| 47                                                                    | 1957  | Duisbourg                | Allemagne de l'Ouest | Union soviétique     |
| 48                                                                    | 1958  | Poznań                   | Pologne              | Union soviétique     |
| 49                                                                    | 1959  | Mâcon                    | France               | Union soviétique     |
| 50                                                                    | 1960  | Londres                  | Royaume-Uni          | Union soviétique     |
| 51                                                                    | 1961  | Prague                   | Tchécoslovaquie      | Union soviétique     |
| 52                                                                    | 1962  | Berlin-Est               | Allemagne de l'Est   | Union soviétique     |
| 53                                                                    | 1963  | Copenhague (masculins)   | Danemark             | Allemagne de l'Ouest |
| 53                                                                    | 1963  | Moscou (féminins)        | Union soviétique     | Union soviétique     |
| 54                                                                    | 1964  | Amsterdam                | Pays-Bas             | Union soviétique     |
| 55                                                                    | 1965  | Duisbourg                | Allemagne de l'Ouest | Union soviétique     |
| 56                                                                    | 1966  | Amsterdam                | Pays-Bas             | Allemagne de l'Est   |
| 57                                                                    | 1967  | Vichy                    | France               | Allemagne de l'Est   |
| 58                                                                    | 1968  | Berlin-Est               | Allemagne de l'Est   | Allemagne de l'Est   |
| 59                                                                    | 1969  | Klagenfurt               | Autriche             | Union soviétique     |
| 60                                                                    | 1970  | Tata                     | Hongrie              | Allemagne de l'Est   |
| 61                                                                    | 1971  | Copenhague               | Danemark             | Allemagne de l'Est   |
| 62                                                                    | 1972  | Brandenbourg             | Allemagne de l'Est   | Union soviétique     |
| 63                                                                    | 1973  | Moscou                   | Union soviétique     | Union soviétique     |
| Non organisés de 1974 à 2006                                          |       |                          |                      |                      |
| 64                                                                    | 2007  | Poznań (Lac Malta)       | Pologne              | Tchéquie             |
| 65                                                                    | 2008  | Marathon                 | Grèce                | Grèce                |
| 66                                                                    | 2009  | Brest                    | Biélorussie          | Grèce                |
| 67                                                                    | 2010  | Montemor-o-Velho         | Portugal             | Allemagne            |
| 68                                                                    | 2011  | Plovdiv                  | Bulgarie             | Grèce                |
| 69                                                                    | 2012  | Varèse                   | Italie               | Italie               |
| 70                                                                    | 2013  | Séville                  | Espagne              | Allemagne            |
| 71                                                                    | 2014  | Belgrade                 | Serbie               | Allemagne            |
| 72                                                                    | 2015  | Poznań                   | Pologne              | Royaume-Uni          |
| 73                                                                    | 2016  | Brandebourg-sur-la-Havel | Allemagne            | Royaume-Uni          |
| 74                                                                    | 2017  | Račice                   | Tchéquie             | Italie               |
| 75                                                                    | 2018  | Glasgow                  | Royaume-Uni          | Roumanie             |
| 76                                                                    | 2019  | Lucerne                  | Suisse               | Allemagne            |
| 77                                                                    | 2020  | Poznań                   | Pologne              | Pays-Bas             |
| 78                                                                    | 2021  | Varèse                   | Italie               | Royaume-Uni          |
| 79                                                                    | 2022  | Munich                   | Allemagne            | Royaume-Uni          |
| 80                                                                    | 2023  | Bled                     | Slovénie             | Royaume-Uni          |
| 81                                                                    | 2024  | Szeged                   | Hongrie              | Royaume-Uni          |
| 82                                                                    | 2025  | Plovdiv                  | Bulgarie             | Royaume-Uni          |